# Horky nad Jizerou
Obec Horky nad Jizerou se nachází v okrese Mladá Boleslav ve Středočeském kraji. Rozkládá se asi jedenáct kilometrů jihozápadně od Mladé Boleslavi. Žije zde 619 obyvatel.

## Historie
První písemná zmínka o obci pochází z roku 1505.

### Územněsprávní začlenění
Dějiny územněsprávního začleňování zahrnují období od roku 1850 do současnosti. V chronologickém přehledu je uvedena územně administrativní příslušnost obce v roce, kdy ke změně došlo:
- 1850 země česká, kraj Jičín, politický okres Nymburk, soudní okres Nové Benátky[4]
- 1855 země česká, kraj Mladá Boleslav, soudní okres Nové Benátky[4]
- 1868 země česká, politický okres Mladá Boleslav, soudní okres Nové Benátky[4]
- 1937 země česká, politický okres Mladá Boleslav expozitura Nové Benátky, soudní okres Nové Benátky[5]
- 1939 země česká, Oberlandrat Jičín, politický okres Mladá Boleslav expozitura Nové Benátky, soudní okres Nové Benátky[6]
- 1942 země česká, Oberlandrat Praha, politický okres Brandýs nad Labem, soudní okres Nové Benátky[7]
- 1945 země česká, správní okres Mladá Boleslav, expozitura a soudní okres Benátky nad Jizerou[8]
- 1949 Pražský kraj, okres Mladá Boleslav[9]
- 1960 Středočeský kraj, okres Mladá Boleslav[10]

### Rok 1932
Ve vsi Horky nad Jizerou s 640 obyvateli v roce 1932 byly evidovány tyto úřady, živnosti a obchody: poštovna, katolický kostel, 2 lékaři, biograf Sokol, cihelna, cukrovar, holič, 5 hostinců, kolář, konsum Včela, kovář, 2 krejčí, mlýn, 2 obuvníci, pekař, porodní asistentka, 2 rolníci, řezník, sedlář, obchod se smíšeným zbožím, trafika, truhlář, velkostatek, zámečník.

## Pamětihodnosti
- Zámek Horky nad Jizerou
- Kostel svatého Mikuláše
- Kaple Narození Páně (Panny Marie)
- Rychta
- přírodní památka Stará Jizera v k. ú. obce

## Doprava
Silniční doprava

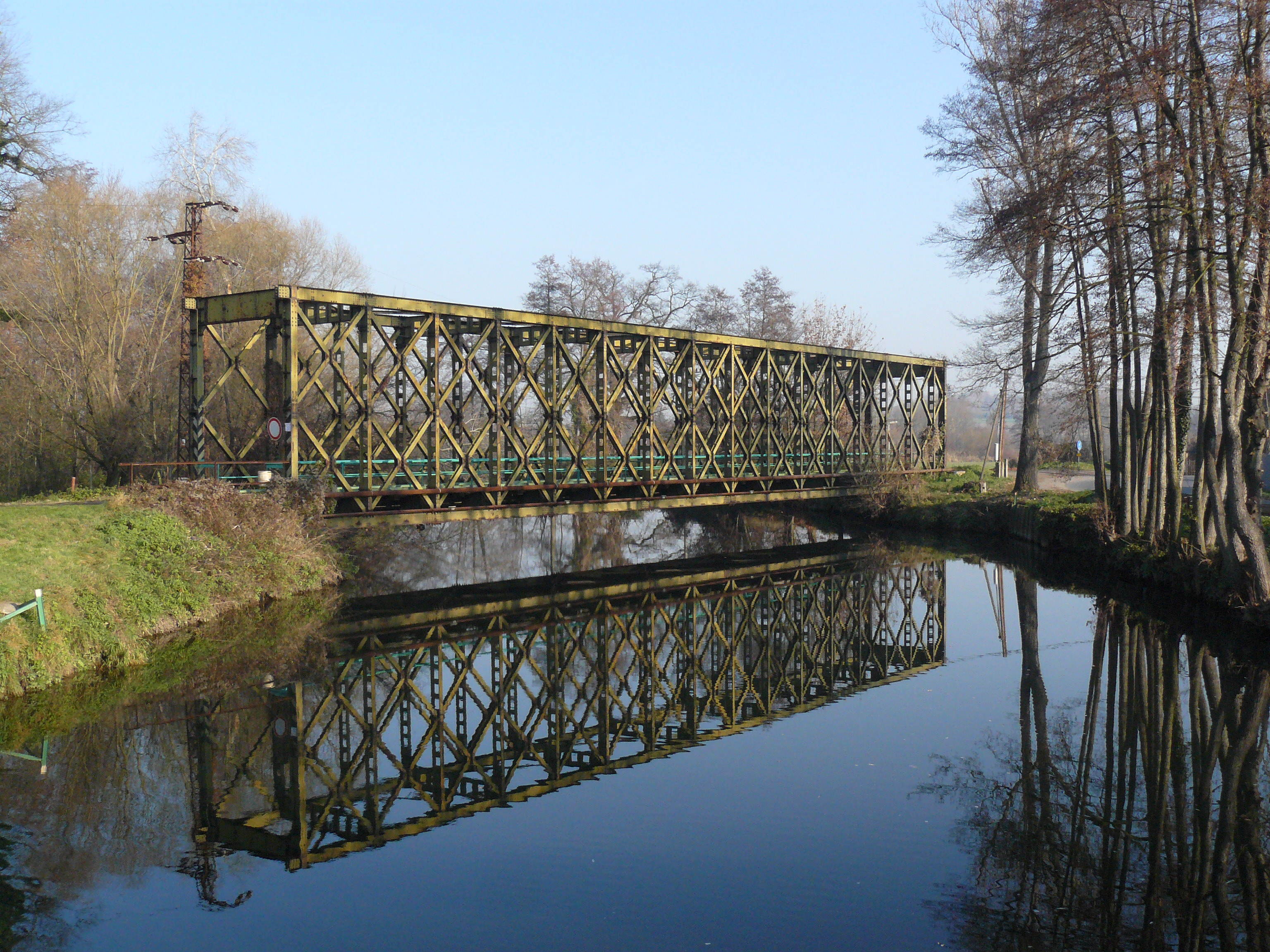
Bývalý železniční most, nyní pro pěší

Obcí prochází silnice II/275 Bezno - Horky nad Jizerou - Jabkenice - Křinec - Dymokury. Ve vzdálenosti 0,5 km vede silnice II/610 Praha - Benátky nad Jizerou - Mladá Boleslav - Turnov. Ve vzdálenosti 1 km vede dálnice D10 Praha - Mladá Boleslav - Turnov s exitem 33.
Železniční doprava
Železniční trať ani stanice na území obce nejsou. Nejblíže obci je železniční stanice Chotětov ve vzdálenosti 4 km ležící na trati 070 v úseku z Neratovic do Mladé Boleslavi.
Autobusová doprava
V obci zastavovaly v pracovních dnech května 2011 příměstské autobusové linky Mladá Boleslav-Horky nad Jizerou-Kadlín (1 spoj tam i zpět), Mladá Boleslav-Horky nad Jizerou-Chotětov (5 spojů tam i zpět) a Mladá Boleslav-Horky nad Jizerou-Praha (5 spojů tam i zpět) (dopravce TRANSCENTRUM bus, s.r.o.).